# Juliette Besson
Juliette Besson (* 21. Mai 1987 in Frankreich) ist eine französische Schauspielerin.

## Biografie
Juliette Besson wurde am 21. Mai 1987 in Frankreich geboren. Sie ist die Tochter von Luc Besson und Anne Parillaud. Ihr Debüt gab sie 2012 in dem Film Par les épines. Im selben Jahr war Besson in dem Film L'Art de la fugue zu sehen. Zudem spielte sie in den Kurzfilmen Chambre 213, Partir und Crème brulée mit.
Anschließend bekam sie 2014 in Que justice soit nôtre die Hauptrolle. Unter anderem wurde sie 2017 für den Film Numéro une gecastet. Außerdem trat Besson 2019 in dem Film Engagement auf.

## Filmografie (Auswahl)
Filme
- 2012: Par les épines
- 2012: L'Art de la fugue
- 2014: Que justice soit nôtre
- 2017: Numéro une
- 2019: Engagement

Kurzfilme
- 2012: Chambre 213
- 2012: Partir
- 2012: Crème brulée